# Shoguna termitiformis
Shoguna termitiformis es una especie de coleóptero de la familia Monotomidae.

## Distribución geográfica
Habita en la Isla de Navidad, Nueva Bretaña,  Sumatra y Singapur.